# ستوبال (آلکساندروواتس)
ستوبال صربی: Stubal) یک روستا از توابع شهر الکساندراواک است که در صربستان در  واقع شده‌است. ستوبال ۵۹۸ نفر جمعیت دارد و ۳۳۳ متر بالاتر از سطح دریا واقع شده‌است.